# Пасажирський вагон

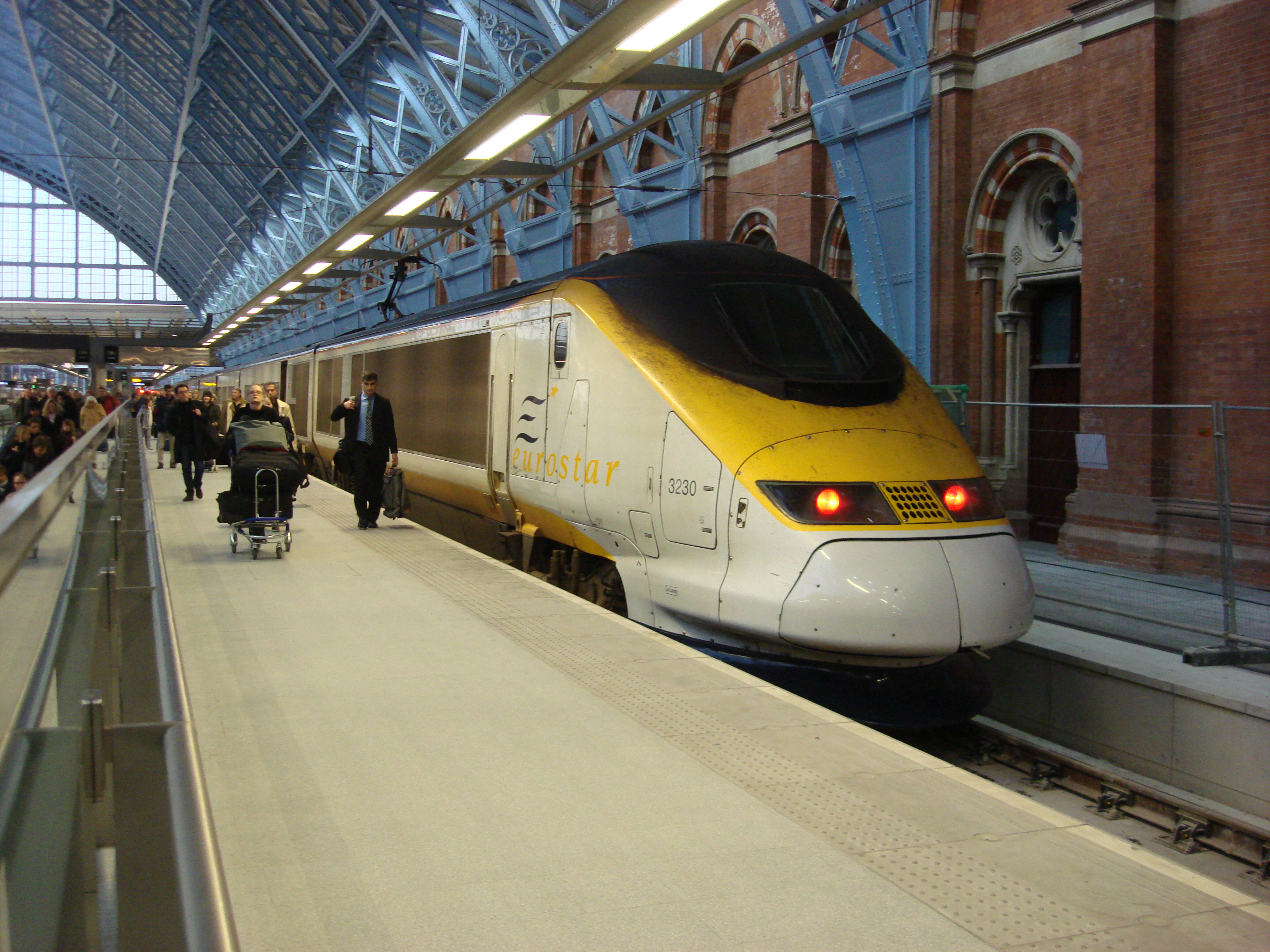
Потяг Eurostar

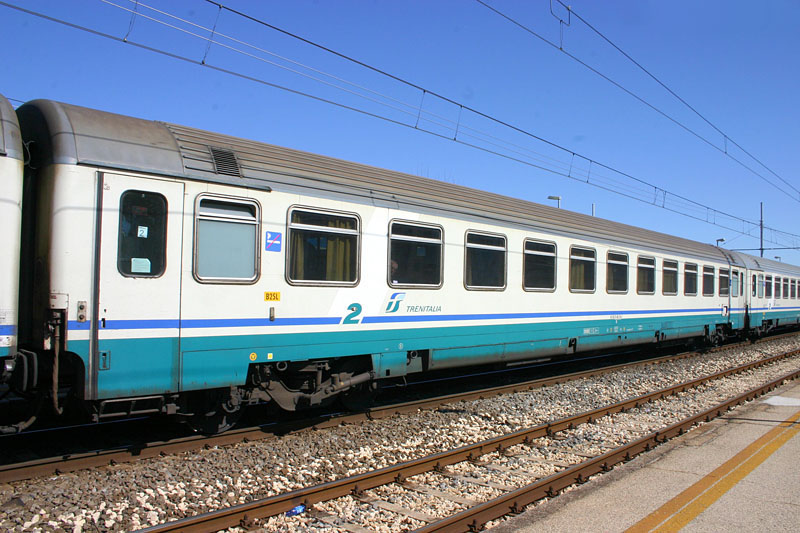
Сучасний пасажирський вагон

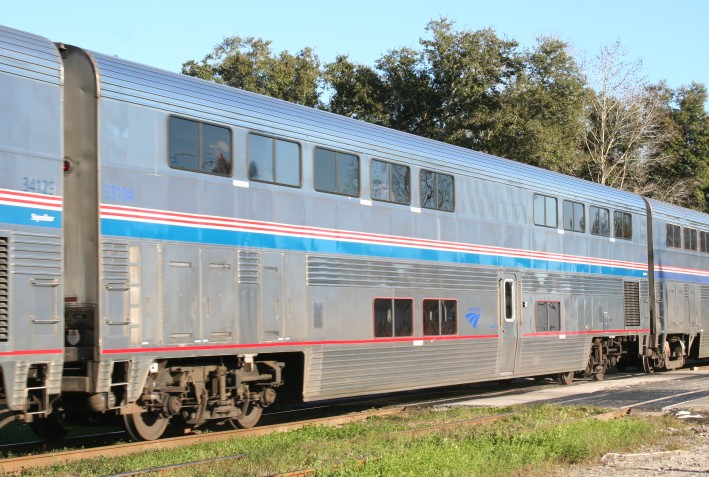
Двоповерховий вагон Amtrak

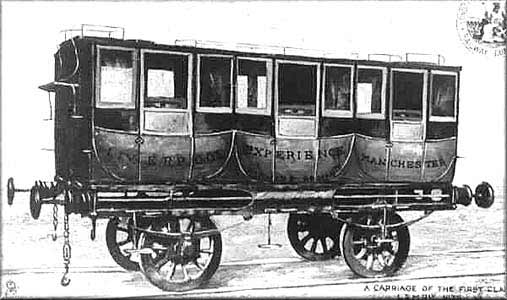
Пасажирський вагон часів першої половини XIX століття на лінії Ліверпуль — Манчестер

Пасажирський вагон — залізничний вагон, призначений для розміщення пасажирів при перевезенні із забезпеченням необхідних зручностей у складі пасажирських поїздів. Пасажирський вагон — основна частина пасажирського вагонного парку, до складу котрого входять також допоміжні вагони пасажирського парку: вагони-ресторани, багажні вагони, поштові вагони.

## Перспективи розвитку
При конструюванні пасажирських вагонів нових типів вирішуються такі завдання:
- Підвищення комфортабельності та безпеки поїздок пасажирів;
- Забезпечення охорони довкілля (застосування пристроїв для запобігання забруднення колії);
- Полегшення тари вагонів застосуванням в несній конструкції нержавіючих сталей і легких сплавів;
- Застосування кузова обтічної форми з високими аеродинамічними якостями;
- Підвищення пасажиромісткості застосуванням двоповерхових вагонів.

## Знаки і написи
На торцевій стіні пасажирського вагона трафаретом наносять:
- Місце приписки вагона (ЛВЧД № …);
- Дату останнього деповського ремонту (ДР);
- Дату і місце останнього заводського ремонту (КР1, КР2);
- Весняно-осіннє «оздоровлення» (ТО-2);
- Дату єдиної технічної ревізії (ТО-3);
- Знак «висока напруга»;
- Висота автозчеплення над рівнем головки рейки (980–1080).

На бічній стороні вагона наносять:
- Біля вхідних дверей робочого тамбура: тару вагона, кількість посадкових місць.
- В центрі вагона логотип залізничної компанії і номер вагона:
  - Наприклад:

| 003   |
| 24736 |

Де: 0 — вид вагону (пасажирський), 03 — код залізниці, 2 — тип вагона, 473 — порядковий номер, 6 — контрольна цифра
Типи вагонів:
- 0 — спальний
- 1 — купейний
- 2 — плацкартний
- 3 — міжобласний
- 4 — поштовий
- 5 — багажний
- 6 — ресторан
- 7 — службовий
- 8 — належить приватним компаніям

На всіх вагонах також зазначається тип повітророзподільника. Наприклад, напис Гальмо 292 ставиться на вагонах, які мають повітророзподільник номер 292.